# Château de Campagne (Dordogne)
Pour les articles homonymes, voir Château de Campagne.
Le château de Campagne est situé sur la commune de Campagne dans le département français de la Dordogne.
Il fait l'objet d'une protection au titre des monuments historiques.

## Présentation
Le château de Campagne est situé dans le département de la Dordogne, en Périgord noir, en bordure nord du village de Campagne, à l'angle des routes départementales 35 et 706. À 100 mètres de son emplacement se situe l'église Saint-Jean-Baptiste du XIIe siècle.
En vallée de la Vézère, au pied de la falaise de Campagne qui le domine de près de 150 mètres, le château est partiellement entouré d'une douve et placé au milieu d'un parc, ouvert au public.

## Historique

### Depuis l'origine jusqu'à la destruction du premier château
Le château est connu depuis le XIIe siècle. C'est une possession des archevêques de Bordeaux. Au XIVe siècle, la seigneurie est partagée entre quatre coseigneurs : Hélie Folquier, du repaire de Migo-Folquier, 
et les frères Eblon, Augier et Élie de Campagne. 
Eblon de Campagne a combattu au côté du seigneur de Limeuil, Bernard de Bouville, sous la bannière du roi de France. Il a été le lieutenant de Jean d'Arrablay, sénéchal du Périgord en 1303-1304, et de Quercy. Il a rendu hommage à l'archevêque de Bordeaux en 1307 « de fief noble et franc, lige et gentil au devoir d'un gracieux baiser à la joue ». Il intervient pour l'exécution des lettres de Philippe le Bel, datées du 5 juillet 1310 défendant au sénéchal de troubler les habitants de Périgueux dans leurs droits d'administration et de consulat. Avec Hélie Rudel, seigneur de Bergerac et Montignac, il sert de témoin dans les arrangements de la famille de Beynac (1314-1321). Il est le médiateur dans le conflit entre Hélie Folquier et Élie de Campagne, coseigneurs de Campagne, au sujet du moulin du château de Folquier. La cour du sénéchal de Périgord le choisit pour rédiger un rapport sur le conflit entre les religieuses bénédictines du Bugue et les tenanciers du mas de la Colhe, à Tayac. Son fils Bernard ne lui survit pas.
Élie de Campagne fait don, en 1317, de tous ses biens meubles et immeubles situés dans la paroisse de Campagne à Arnal Segui ou Seguin, son parent. En 1321, Arnal Segui émancipe son fils, Arnald Guillaume dit Campanhela, et lui donne ses biens situé dans les paroisses de Saint-Cirq, Tayac, le Bugue et Campagne. Pour ses biens à Campagne, Arnald Guillaume a rendu hommage à l'archevêque de Bordeaux après la mort de son père, en 1365.
Pierre de Galard (mort vers 1336), seigneur de Limeuil, choisit de confier à Augier de Campagne les justices de Mirement et de Reilhac, en 1335. Il n'a eu qu'un fils, Gilibert. Ce dernier a épousé, en 1366, Jeanne Ebrard (ou Hébrard), fille de Raymond Ebrard, devenu coseigneur de Campagne depuis peu, et d'Oxane d'Excideuil, dame et seigneuresse de Campagne. Gilibert meurt peu après. Dans son testament, Gilibert avait donné ses biens à Ebrard de Camblazac, son beau-frère, mais Raymond Ebrard, sa femme Oxane d'Excideuil et Jeanne Ebrard réclamèrent des compensations financières. Ebrard de Camblazac ne pouvant les payer a transigé avec Raymond Ebrard en lui accordant une partie du château et de la juridiction et justice de Campagne. Ebrard de Camblazac et Raymond Ebrard semble être les seuls maîtres de Campagne.
Raymond Ebrard a rendu le château à l'obéissance du roi de France. Il est chargé de sa défense. Il participe activement à la reconquête de la région contre les Anglais en qualité de lieutenant de Nicolas de Beaufort, sire de Limeuil à la suite de son mariage vers 1362 avec Marguerite de Galard (vers 1345-1370), fille de Jean de Galard, seigneur de Limeuil (1336-1387), petite-fille de Pierre de Galard. Les Anglais tiennent alors la plus grande partie du diocèse de Sarlat, en particulier Bigaroque. Le 8 juin 1312, Raymond Ebrard accorde une trêve à Hélie d'Estissac, capitaine anglais de Bigaroque, à condition qu'il restitue Bigaroque et Milhac à l'archevêque de Bordeaux.
Raymond Ebrard meurt en 1375. Jeanne Ebrard hérite de ses biens à Campagne. Jeanne Ebrard devant lutter contre des bandes de routiers, elle s'allie avec Pons, sieur de Beynac et de Commarque. Le 9 mai 1380, Jeanne Ebrard lui donne ses biens à Campagne. Ebrard de Camblazac étant passé dans le camp anglais quelques années plus tard, Charles VI confisque la coseigneurerie appartenant à Ebrard de Camblazac pour trahison et lèse-majesté et la donne à Pons de Beynac le 25 février 1385. Ebrard de Camblazac est au service de Jean de Beaufort, seigneur de Limeuil, qui est dans le camp anglais. Ebrard de Camblazac rend hommage au comte de Périgord allié aux Anglais en 1388. Jeanne Ebrard est peut-être prisonnière de Jean de Beaufort car elle a dû lui céder ses biens à Limeuil en 1386. Entre 1398 et 1399, le roi a dépossédé le comte de Périgord est à transmis le comté à Louis Ier d'Orléans en 1400.
Le 20 mars 1398, Charles VI demande à Renaud VI de Pons, vicomte de Turenne, que les châteaux du sire de Limeuil (Limeuil, Clérans, Campagne), soient tenus et gardés à l'obéissance du roi avant l'expédition contre le comte de Périgord Archambaud VI. Mais le château de Campagne a déjà été livré au partisan anglais Arnaudon ou Amanieu de Mussidan (mort en 1401) par Jean de Beaufort en février 1405. Le 10 février 1405, Limeuil puis Campagne sont repris par 200 Français. La même année Jean de Beaufort reprend Limeuil par trahison, et obtient de Raimond VIII de Turenne qu'on lui rende Campagne. En juin 1406, un corps de troupes françaises commandé par le sire de Bourdeille, après la prise de Brantôme, vient mettre le siège à Limeuil. La ville se rend, puis Campagne, Moruscles, une châtellenie d'Amanieu de Mussidan, Montréal, Mussidan. Entre 1407 et 1432, des bandes de pillards attaquent la région. En 1408, Jean de Beaufort est conduit à Paris où il exprime son repentir et obtient de Charles VI des lettres de rémission. Revenu à Limeuil, il trahit la France en 1409. Le connétable d'Albret est chargé de l'arrêter. Il prend Limeuil et se saisit de Jean de Beaufort qui est conduit à Paris mais il réussit à s'échapper. Jean de Beaufort est convaincu de crime de lèse-majesté et banni du royaume. Il se réfugie à Avignon. Son père, Nicolas de Beaufort, meurt en 1415 après l'avoir déshérité. La même année les Anglais remportent la bataille d'Azincourt. Jean de Beaufort retourne à Limeuil qui lui vient de sa mère. Il se marie en 1416 avec Marguerite de Montaut, fille de Raymond II de Montaut, et sœur de la seconde épouse de son père, Mathe. Il est assassiné par les habitants de Limeuil en 1420. Son demi-frère, Pierre de Beaufort, hérite de ses biens mais il ne peut pas en prendre possession car les Anglais tiennent Limeuil et Campagne. Le château de Campagne est incendié par les Anglais en 1427. Une garnison anglaise occupe le château qui est réputé inexpugnable et de là mènent des attaques sur la route reliant Sarlat à Limeuil. Jean de L'Aigle, ou Jean de Blois, comte de Penthièvre, vicomte de Limoges, a commencé la reconquête du Périgord noir en octobre 1430. Avec Richard de Gontaut de Badefol, il met le siège au château de Campagne en août 1432. Les Français le récupèrent en octobre 1432 après avoir payé une somme d'argent aux Anglais, et il est rasé sur ordre du roi Charles VII. Le 26 octobre 1433, Pons de Beynac, sénéchal de Périgord, écrit aux consuls de Sarlat qu'il a chassé les Anglais du lieu de Campagne et leur demande d'apporter des munitions à Tayac.

### De la reconstruction du château jusqu'au don à l'État
Charles VII confisque le château qui est partiellement détruit et le donne à Baubelin de Beaufort, bâtard de Limeuil, comme le précise un mandement de 1448. En 1438, Pierre, comte de Beaufort, vicomte de Turenne, seigneur de Limeuil, Miremont et Clérans, « à son bien aimé, très cher et fidèle ami, Arnaud de Camblazac, damoiseau, habitant de Plazac, tout le droit et devoir qui lui appartenaient sur le château de Campagne dans le diocèse de Sarlat, avec toute juridiction. ». Déjà, en 1435, Jean de Camblazac, coseigneur de Campagne, a rendu hommage à Pons de Beynac pour sa part de la coseigneurerie de Campagne. Baubelin de Beaufort a cédé le château peu après à Jean de Bonac, de Montignac, et à Adhémar de la Borie, de Sarlat, beaux-frères.Le 2 septembre 1435, les de Bonald ont acheté une demi-part de Campagne aux de Camblazac. Ils signent entre eux un contrat d'association, le 2 septembre 1437. Le mandement du sénéchal de Périgord daté du 26 août 1448 pour réaliser la donation de Charles VII à Baubelin de Beaufort n'ayant pas été exécuté, Baubelin provoque une enquête pour exploiter sa possession. Arnaud de Camblazac et Jean de Bonald se plaignent des attaques de Baubelin de Beaufort. Charles VII demande le 14 novembre 1450 au sénéchal de Limousin de soutenir les droits d'Arnaud de Camblazac et Jean de Bonald et de poursuivre Baubelin de Beaufort. Les coseigneurs de Campagne remettent en exploitation leurs biens.
En septembre 1464, Arnald de Camblazac vend la moitié de toute la terre de Campagne à Charles Ier de Talleyrand, prince de Chalais, seigneur de Grignols, vicomte de Fronsac, avec « le château comme il le possède, la tour qui était rompue qui en ces temps là n'était pas jointe avec ledit château, deux basses-cours, les fossés dudit château ». En novembre 1467, Brandelis de Caumont acheta ces mêmes biens au prince de Chalais et quelques jours plus tard il a engagé ces biens à Aymar de La Borie. Les La Borie sont originaires du Quercy où ils possédaient le fief de La Borie à Saint-Germain-du-Bel-Air dont le nom de famille était Garnier. Peu après son mariage avec Jeanne de Bonald, fille de Jean de Bonald, coseigneur de Campagne, le 14 janvier 1458, qu'Adhémar de La Borie, licencié ès lois de la ville de Sarlat, s'est implanté à Campagne. Il en est dit coseigneur dans un acte de 1463. Adhémar de la Borie rend hommage à Arthur de Montauban, archevêque de Bordeaux, pour la moitié de la terre et seigneurie de Campagne, le 7 juillet 1474. Adhémar de la Borie défend ses possessions contre les agissements de certains voisins. À la suite d'un procès fait par l'archevêque de Bordeaux en 1474 devant la Cour du seigneur sénéchal de Périgueux et Sarlat, l'archevêque et ses vassaux sont dépossédés de Campagne. Adhémar de La Borie meurt en juillet 1474. Celui-ci, pour payer ces acquisitions, devait une pension à Charles de Caumont qui a intenté un procès contre les tuteurs des enfants d'Adhémar de La Borie, dont Jean de Bonald, évêque de Bazas. Par une transaction, Charles de Caumont laisse aux enfants d'Adhémar de La Borie tous leurs droits sur Campagne. Depuis 1467, les deux familles alliées, Bonald et La Borie, se partagent toute la terre de Campagne.
La reconstruction du château va pouvoir se faire : d'abord, sur la partie ouest des ruines de l'ancien fort, la tour Gilibert, on construit un corps de logis flanqué de deux tours et les tours Est et Nord sont remontées entre 1480 et 1485 par Bernard Ier de La Borie, deuxième fils d'Adhémar de La Borie, lieutenant-général du duché et de la sénéchaussée d'Aquitaine. L'aîné, Pierre de La Borie, est prêtre et archidiacre de Bazas, assistant de son oncle, Jean de Bonald, évêque de Bazas.
La situation de la coseigneurerie est plus compliquée au XVIIe siècle provoquant des litiges entre les différentes familles qui se partagent la terre de Campagne. La seigneurerie de Campagne est partagée en deux par un acte du 20 avril 1630. Philippe de La Barthe, seigneur de Lasseguan, est coseigneur de Campagne pour la moitié de la seigneurie à la suite de son mariage avec Julienne de de Carbonneau. Pierre de La Borie, seigneur de Bonneffons, est coseigneur de Campagne pour les deux tiers de l'autre moitié. Jean de Calvimont, seigneur de Chabans, est coseigneur de Campagne pour le sixième. Pour régler ces litiges, des actes de partage sont rédigés en 1617 et 1624. La situation se simplifie après le mariage, le 30 septembre 1672, de Jean II de La Borie avec Antoinette de Calvimont de Chabans qui apporte en dot le sixième de la coseigneurerie. Le 29 juin 1756, David de La Borie et son fils Géraud achètent pour la somme de 70 000 livres la part de Philippe II de La Barthe. Entre 1770 et 1775, d'importants travaux sont entrepris pour réunir les différents bâtiments pour faire la jonction entre l'ancien logis des La Borie au sud-ouest et celui des La Barthe au nord. Une aile est bâtie pour faire la jonction ainsi que la création dans l'œuvre d'un grand escalier à volées droites autour d'un jour central. Tous les intérieurs sont réaménagés.
Raoul de La Borie (1821-1882) a entrepris la dernière grande campagne de rénovation du château. Dès 1851, du vivant de son père, Raoul s'occupe de la gestion du domaine. Alphonse Blaquière, architecte bordelais, fournit les dessins aquarellés du projet. Les travaux commencent par l'aile orientale du château avec l'ajout d'un étage et d'un grand pavillon, au sud-est. Tous les bâtiments des La Barthe au nord sont démolis. Un autre pavillon, le pavillon nord, est créé au nord et l'aile de ce côté est doublée par un portique au rez-de-chaussée donnant sur la cour. Le pavillon nord est surélevé quelques années plus tard avec un toit-terrasse bordé d'un chemin de ronde à créneaux. Finalement, à fin du XIXe siècle ou au début du XXe siècle, on réalise un haut toit d'ardoise.
Raoul de La Borie a remplacé le jardin classicisant par un parc inspiré de ceux à la mode sous le Second Empire. 
L'édifice actuel, bâti aux XVe, XVIIe et XVIIIe siècles, a fait l'objet de restaurations au XIXe siècle, puis de 2008 à 2014.
L'État reçoit le château en legs, le 14 février 1970, de la part du dernier marquis de Campagne, Gérald de La Borie.
Depuis 2007, il est la propriété du département de la Dordogne. Le château se situe au sein du Domaine départemental de Campagne, propriété du département de la Dordogne. Le domaine est composé d'une forêt de 337 hectares, d'un parc romantique à l'anglaise de six hectares classé jardin remarquable, ayant le label éco-jardin. Domaine, parc, forêt et château sont ouverts gratuitement au public.

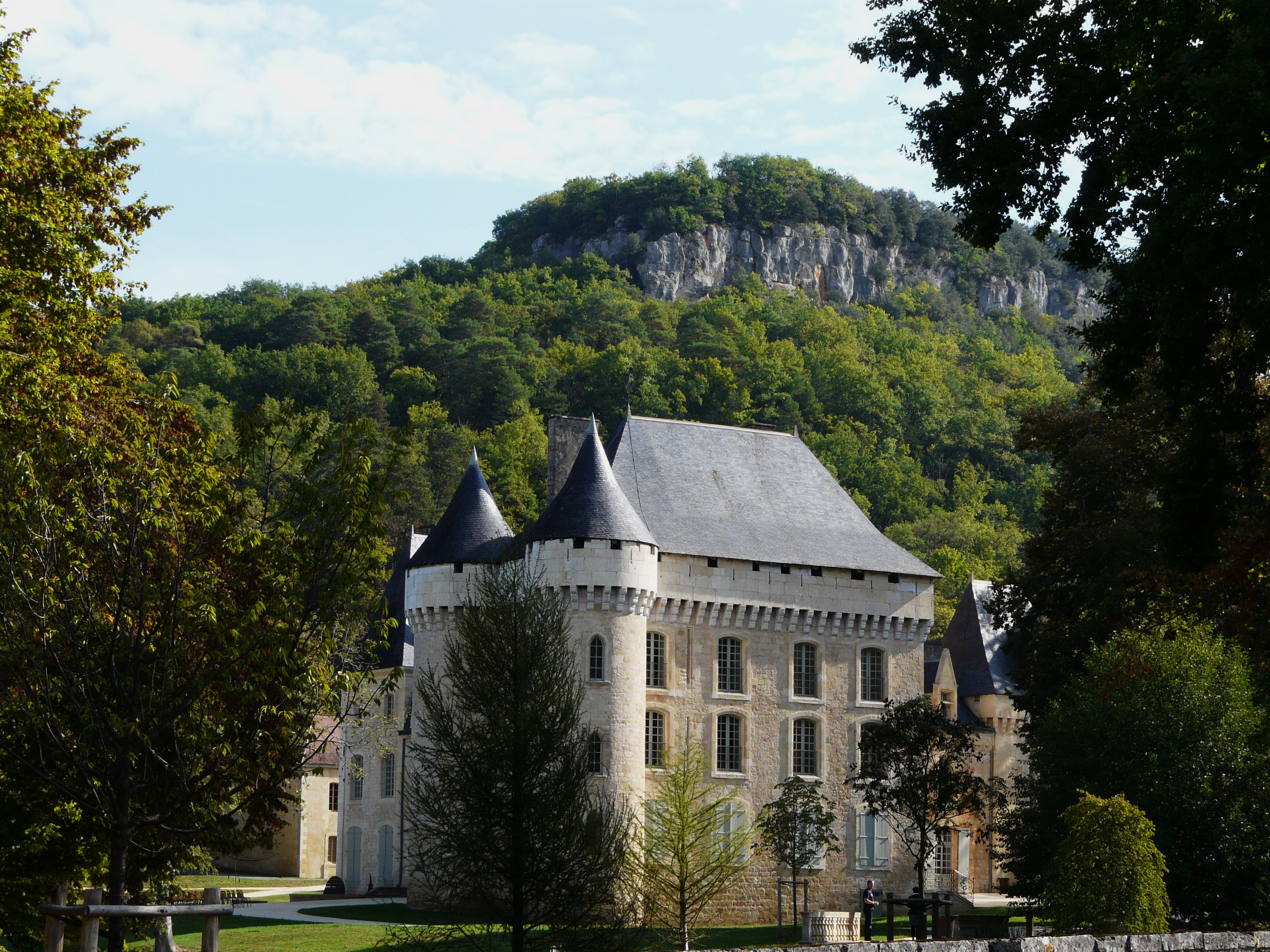
Le château construit entre 1480 et 1485 et la falaise de Campagne, vus depuis le sud-ouest.
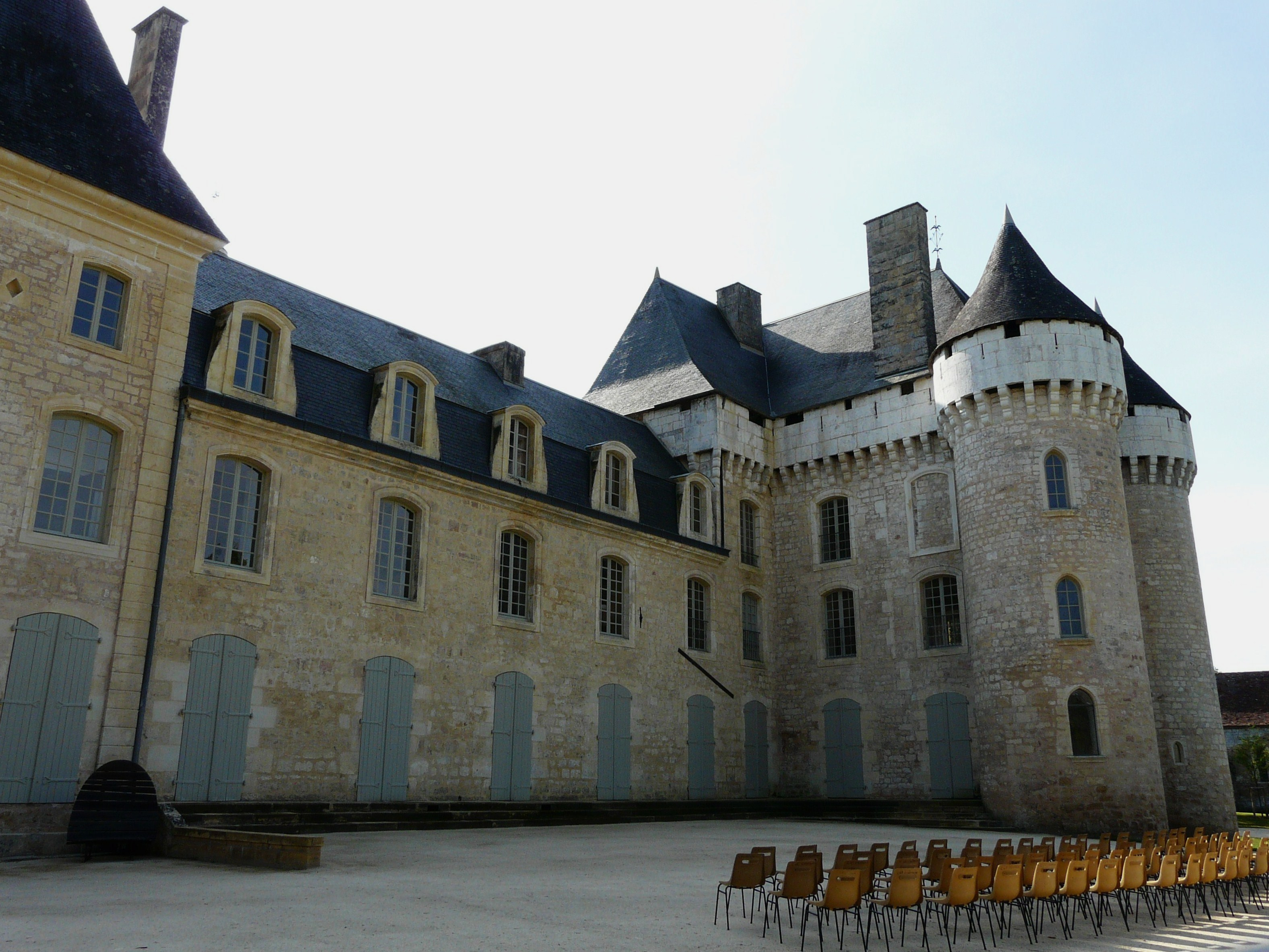
La cour nord-ouest.
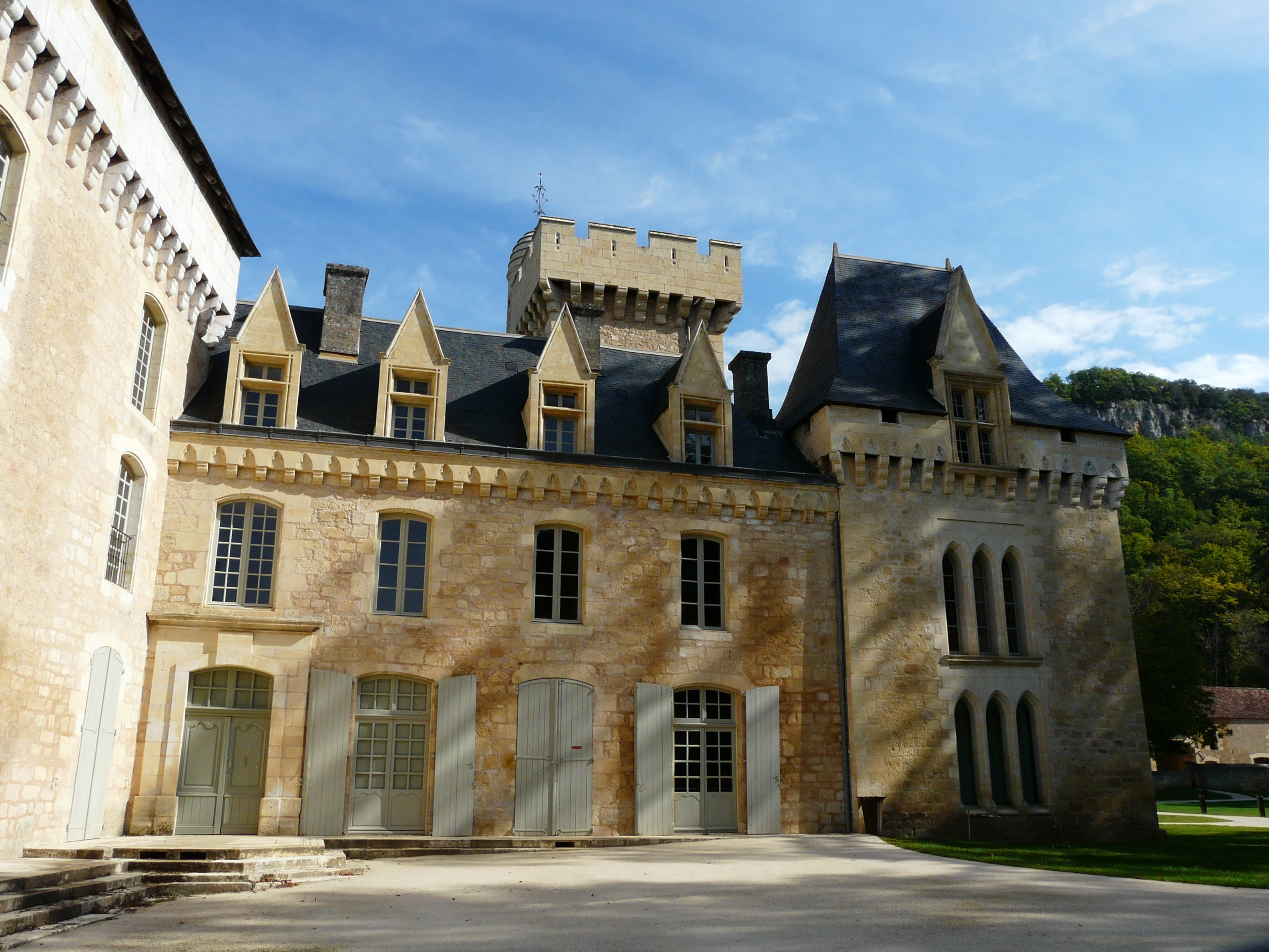
La cour sud.
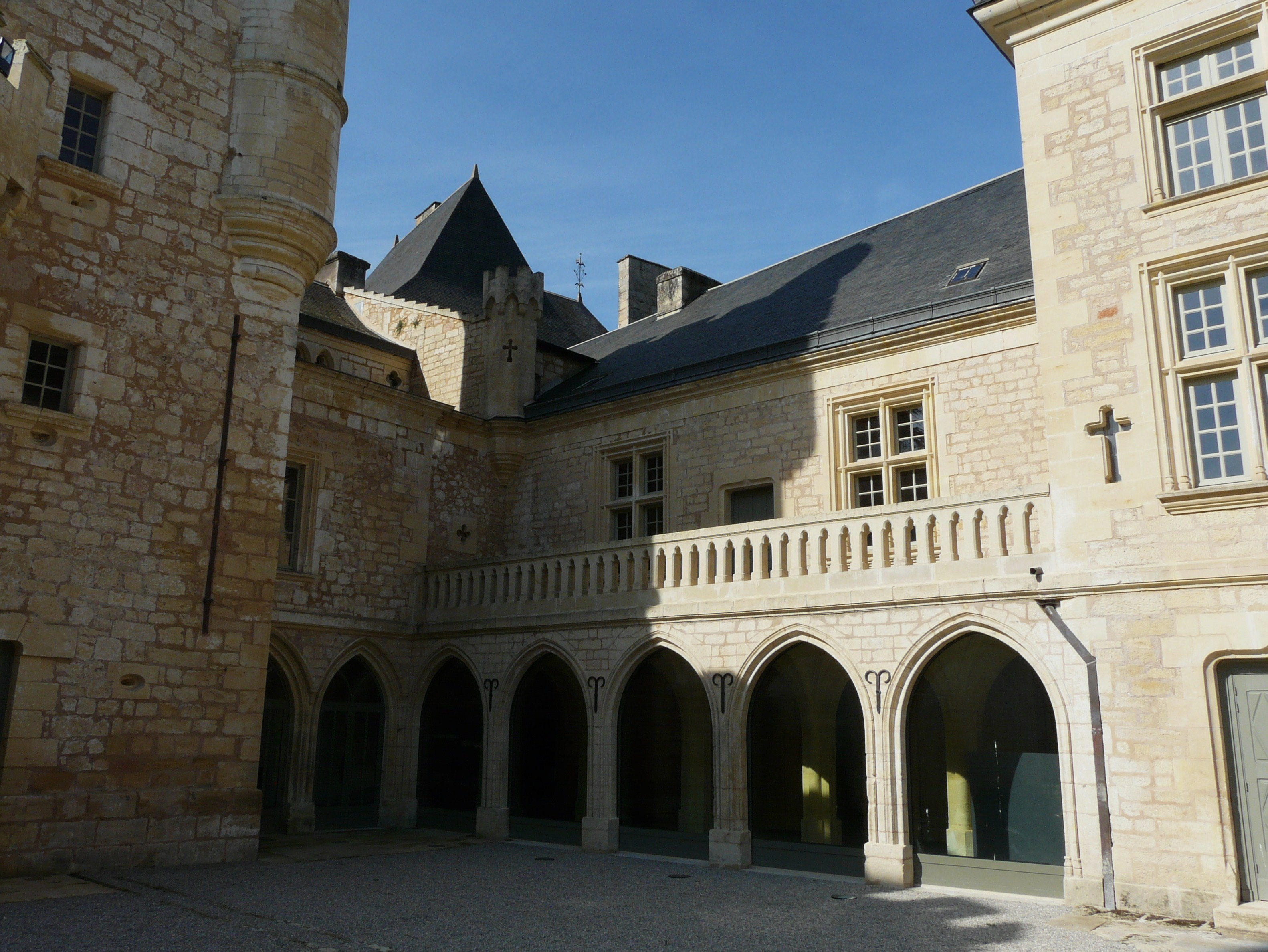
La cour nord-est.
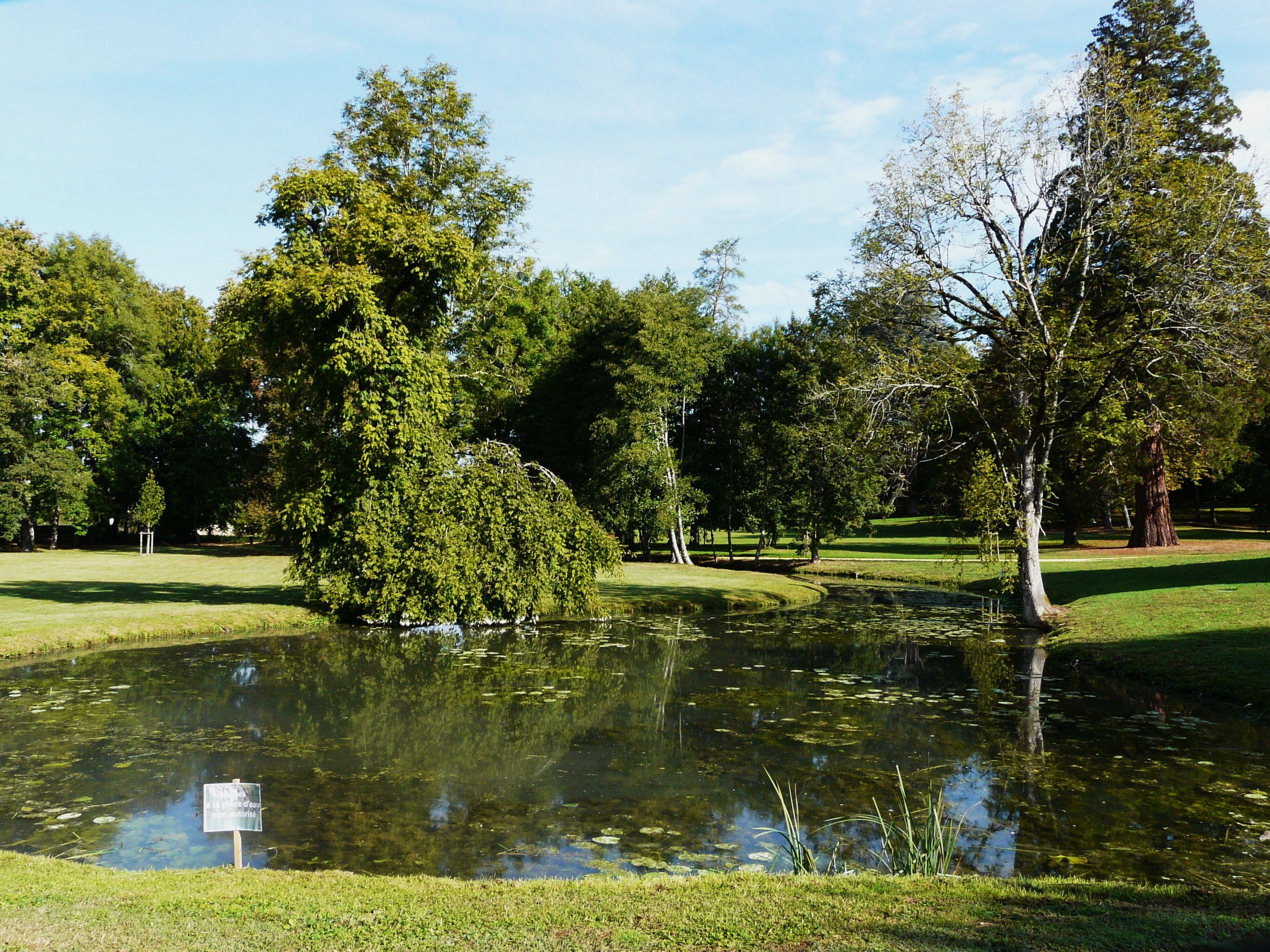
Le parc.

## Protection
Il est intégralement inscrit au titre des monuments historiques le 5 avril 2001, avec ses dépendances, son parc et ses clôtures.

## Généalogie de la famille de La Borie
- N. de La Borie[26],
  - Adhémar de La Borie (mort en 1474), marié vers 1450 avec Jeanne de Bonald, fille d'Hélie de Bonald et de Guilhelme de Panissal, auteur de la branche de Campagne,
    - Jean de La Borie, Grand sénéchal de Guyenne et lieutenant de Gabrielle d'Albret, marié le 30 août 1462 avec Léonette Grellet,
      - Aymar de La Borie,
      - Bernard de La Borie,
      - Jacquette de La Borie,

    - Bernard de La Borie, marié avec Jehanne de Ricard,
      - Géraud de La Borie (1483- ), marié le 21 mars 1535 avec Antoinette de Prouhet, fille de Raymond de Prouhet, seigneur de Tayrac et de Marie de Saint-Astier,
        - Pierre de La Borie, marié le 15 août 1571 avec Jeanne de Saunhac, fille de François de Saunhac de Belcastel, baron du Fossat (vers 1500-/1563) et de Jeanne Catherine de Peyrolles (vers 1510-)[27],
          - Jean de La Borie, chevalier, coseigneur de Campagne et Bonnefons, marié le 11 février 1608 avec Antoinette de Cosnac (31 mars 1589-morte avant 1644), fille de Agnet de Cosnac, seigneur de Cosnac et de Jeanne de Juyé (morte en 1642), nièce de Christophe de Lestang, évêque de Carcassonne. Il est émancipé par son père au moment de son mariage.
            - François de La Borie, écuyer (1610-avant 1673), marié le 20 juin 1644 à Cénac-et-Saint-Julien, avec Jeanne de Roux, fille de David de Roux et de Catherine de Céron,
              - Jean de La Borie (vers 1645-vers 1728), chevalier, coseigneur de Campagne et Bonnefont, marié le 30 juin 1672 avec Antoinette de Calvimont, fille de Benjamin de Calvimont, seigneur de Chabans, et de Jeanne d'Aubusson,
                - Pierre de La Borie, mort avant son père,
                - David de La Borie (1679-1759), chevalier, comte de Campagne, marié le 21 juillet 1721 au château des Eyzies avec Élisabeth de Beynac (1699-1767), fille de Jean François de Beynac (1670-1707) et de Renée Pétronille Dubuc,
                  - Géraud de La Borie de Campagne (1721-1791), marquis de Campagne, seigneur de Campagne, de Fayol, de Villiac, de Saint-Senac et de Bonnefont, marié, le 3 décembre 1743 à Périgueux, avec Marguerite de Charon de Sensenac, (1723-1813),
                    - Géraud de La Borie de Campagne (1756-1802), marquis de Campagne, marié le 15 février 1786 à Bergerac avec Marie Philippine Victoire Henriette de Ségur-Pitray (1767-1832),
                      - Edmond Henri Honoré Barthélemy Élisabeth Géraud de La Borie de Campagne (1789- 1862), marquis de Campagne, marié le 5 janvier 1820 à Ingrandes-sur-Vienne avec Marguerite Félicité Dansays de La Villatte (1805-1870), sous-préfet de Figeac et de Châtellerault entre 1814 et 1821,
                        - Raoul Anatole Edmond Henry de La Borie de Campagne (1821-1905), marquis de Campagne, marié en 1854 avec Laure de Simard de Pitray, fille de Louis de Simard de Pitray (1784-1866) et de Hélène Victoire Bellumeau de La Vincendière (1794-1851),
                          - Hélène de La Borie de Campagne, mariée en 1882 avec François Xavier de Chevigné, marquis de Chevigné

                        - François Émile Arthur de La Borie de Campagne (1825-1876), marié en 1850 avec Félicité des Francs (1820-1901),
                          - Jeanne de La Borie de Campagne (1852-1937), mariée le 13 décembre 1874 avec Casimir de Laizer (1843-1909),
                          - Marthe de La Borie de Campagne (1853- ), mariée le 17 juillet 1878 à Vouneuil-sur-Vienne avec Adrien de Beaumont d'autichamp (1850-1889),
                          - "Etienne" Roger Marie Frédéric de La Borie de Campagne (1857- ), marquis de Campagne, marié le 28 avril 1888 à Poitiers avec Catherine Aubar (1868- ),
                            - Marie Florentin Charles "Gérald" de La Borie de Campagne (1889-1982), marquis de Campagne, marié le 27 avril 1949 avec Nicole de Grailly (1913-1986),

                      - Marie Henriette de La Borie de Campagne (1803- ), mariée en 1823 avec Charles Antoine de Losse (1796-1871),
                        - Joseph de Losse (1831-1896), marié avec Joséphine Henriette de Gourgues, fille de Alexis de Gourgues (1801-1885), vicomte de Gourgues, et de Augustine de Prunelé (1806- ),

                  - Angélique de La Borie, mariée avec Raymond de Béchon, seigneur de Caussade,

                - Jeanne de La Borie, mariée avec Léonard de Paty, seigneur de Luzies,
                - Guillelmine de La Borie (morte en 1708), religieuse,
                - Ysabeau de La Borie, marié avec François de Vassal, seigneur de la Queyzie et Caumond,
                - Géraud-Pierre de La Borie, auteur de la branche du Pourteil[28],
                - Bertrand-Barthélemy de La Borie, sieur du Bos, prieur de Campagne, chanoine de Saint-Astier,

              - David de La Borie (vers 1646- ), écuyer, marié le 6 mai 1681 avec Guilhelmine de Salis, dame de La Batut (La Batut, lieu-dit de la commune de Saint-Chamassy),
                - Jean de La Borie, écuyer, seigneur de La Batut et du Breuil, marié le 27 septembre 1707 avec Marguerite de Toucheboeuf, dame de Clairmont, auteur de la branche de La Batut,
                  - François de La Borie (1709- ), seigneur de La Batut, marié le 26 octobre 1742 avec Anne d'Adhémar, fille de Charles d'Adhémar, seigneur du Roc, et de Marie d'Archer,
                    - Guillaume de La Borie de La Batut (mort en 1834), marié le 9 octobre 1783 à Saint-Cyprien (24) avec Catherine de Boyer du Suquet (1762-1840), maire d'Audrix (Dordogne),

              - François de La Borie,
              - David de La Borie, sieur du Rat, docteur en théologie en 1680, prieur de Campagne, chanoine de Sarlat,
              - Pierre de La Borie, sieur de La Devèze, aide-major au régiment de Brancas,
              - Clément de La Borie, officier dans l'armée,
              - Jean de La Borie,
              - Anne de La Borie (vers 1652- ), mariée le 23 septembre 1693 à Campagne avec Jean de Lavergne, écuyer, conseiller, seigneur de Cerval, secrétaire du Roi, Maison Couronne de France, contrôleur en la Chancellerie près la cour des Aides de Montauban, maire de Sarlat,

            - Hélène de La Borie, religieuse de Sainte-Ursule de Tulle,
            - Jeanne de La Borie, religieuse de Sainte-Ursule de Tulle,
            - Léonore de La Borie, religieuse de Limoges,
            - Catherine de La Borie, religieuse de Notre-Dame de Sarlat,
            - Françoise de La Borie, religieuse de Notre-Dame de Sarlat,
            - Jeanne de La Borie, mariée avec Jean de La Grange, sieur de La Guardelle,
            - Anne de La Borie, mariée avec Pascal de Reganhac, sieur de La Broue (Vitrac),
            - Hélène de La Borie, religieuse de Notre-Dame de Sarlat,
            - Hector-Pierre de La Borie, sieur de Pourteil, commandant du fort Sainte-Croix de Bordeaux en 1691, capitaine au régiment de la Reine,

          - Catherine de La Borie, mariée avec Hélie de Rossignol, seigneur de Panat,
          - François de La Borie,
          - Françoise de La Borie, mariée avec Léonard de Cordis  (24 mai 1609- ), magistrat au siège royal de Sarlat[29],

        - Gabrielle de La Borie (morte en 1603), mariée le 15 juillet 1571 avec François dit le Chevalier de Gimel, seigneur de Fraux (mort en 1603),

      - Jeanne de La Borie,
      - Marie de La Borie,

    - Jeanne de La Borie,
    - Pierre de La Borie.

  - Aymeric de La Borie (mort en 1483 et 1486), docteur ès lois, président au parlement au Bordeaux, seigneur de Prats, châtellenie de Belvès, acquise de Bozon de Paulin, le 26 mai 1471. Il rend hommage à l'archevêque de Bordeaux, le 16 mars 1477[30], auteur des branches Prats et de Saint-Sulpice.